# Martin Mastnak (agronom)
Martin (Tine) Mastnak, slovenski kmetijski strokovnjak, * 29. julij 1912 Gorica, † 19. marec 1981, Ljubljana.

## Življenje in delo
Rodil se je v družini profesorja grščine in latinščine Martina in učiteljice Pavle Mastnak rojene Mrevlje. Osnovno šolo in gimnazijo je končal v Celju, kjer je leta 1931 tudi maturiral. Agronomijo je študiral na agronomski fakulteti v Pragi in na Kmetijsko-gozdarski fakulteti v Zagrebu ter tu 1936 diplomiral. V letih 1936−1941 je delal pri Zadružni zvezi Jugoslavije v Beogradu. Pred kapitulacijo Kraljevine Jugoslavije je bil mobiliziran v vojsko po kapitulaciji pa v Nemčiji v vojnem ujetništvu. Po vojni je bil zaposlen na Sekretariatu za kmetijstvo, od 1954 v agrarnih službah in od 1968 do 1977, ko se je upokojil, je vodil Kmetijski inštitut Slovenije, vmes je dve leti delal tudi v Tuniziji in Alžiriji. Objavil je okoli 74 študij in razprav o gradnji kmetijskih obratov , posestev, kombinatov, hladilnic, zadrug, o organizaciji kmetijskih zavodov, inštitutov in kmetijskih šol ter o načrtovanju v poljedelstvu, hmeljarstvu in živinoreji. Leta 1950 je ustanovil časopis Socialistično kmetijstvo (in gozdarstvo) in ga vodil do 1961.

## Izbrana bibliografija
- Bonitiranje zemljišč v Sloveniji (COBISS)
- Pospeševanje proizvodnje v zasebnem kmetijstvu (COBISS)